# Buchklingen (Emskirchen)

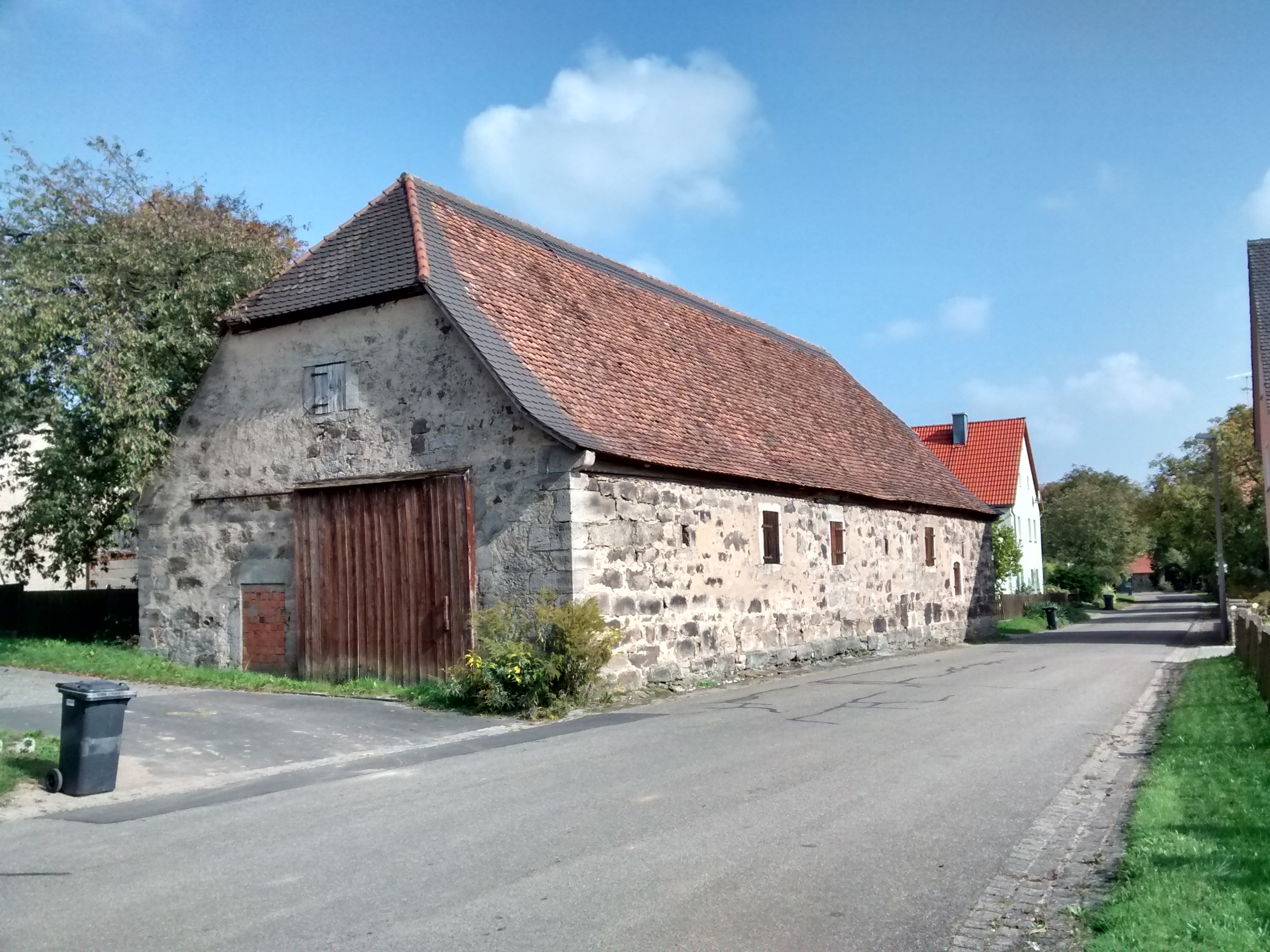
Ehemalige Zehntscheune bei Haus Nr. 8

Buchklingen ist ein Gemeindeteil des Marktes Emskirchen im Landkreis Neustadt an der Aisch-Bad Windsheim (Mittelfranken, Bayern). Die Gemarkung Buchklingen hat eine Fläche von 1,828 km². Sie ist in 132 Flurstücke aufgeteilt, die eine durchschnittliche Fläche von 13848,61 m² haben.

## Geografie
Beim Dorf entspringt das Küferbächlein, ein linker Zufluss der Mittleren Aurach. Im Südwesten liegt das Waldgebiet Fürstlein, 0,5 km südöstlich Tiergarten und 0,25 km nordöstlich Gauling. Im Osten liegt das Goldstaudenfeld.
Der Ort wird von der Kreisstraße NEA 24 tangiert, die an Rennhofen vorbei nach Herrnneuses (2,3 km nordwestlich) bzw. zur Staatsstraße 2244 bei Neuschauerberg führt (2,1 km südöstlich). Eine Gemeindeverbindungsstraße führt die Kreisstraße NEA 24 kreuzend nach Rennhofen (0,9 km nördlich), eine weitere führt nach Kotzenaurach (1,7 km südlich).

## Geschichte
Der Ort wurde 1195 als „Buchinclingin“ erstmals in einer Urkunde erwähnt, in der der Graf Eckehard und seine Frau Gisela dem Dom zu Würzburg einen Weinberg in der Nähe dieses Ortes schenkte. 1361/64 wurde im burggräflichen Salbuch erwähnt, dass „Beuchlinggen“ dem Vogtamt Rennhofen untersteht. Im Anschluss unterstand der Ort dem neu geschaffenem Amt Emskirchen des Markgrafentums Brandenburg-Kulmbach. 1486 wurde erstmals ein „Schloss Puchklingen“ erwähnt. Es gehörte ursprünglich Michael von Seckendorff und wechselte in der Folgezeit mehrfach seine Besitzer. Anfang des 18. Jahrhunderts kam der Ort an die in Wilhermsdorf residierende Familie von Hohenlohe.
Gegen Ende des 18. Jahrhunderts gab es in Buchklingen 17 Anwesen (Schlösslein, altes Schloss, Wirtshaus, Meierhaus, Schäferei, 3 Güter, 3 Gütlein, 4 Häuser, 2 Häuslein). Das Hochgericht und die Dorf- und Gemeindeherrschaft übte die Herrschaft Wilhermsdorf aus. Die Grundherrschaft über alle Anwesen hatte das Rittergut Buchklingen. Das Rittergut hatte noch grundherrliche Ansprüche in Holzmühle (2 Anwesen), Kotzenaurach (20) und Neidhardswinden (33).
Von 1797 bis 1810 unterstand der Ort dem Justizamt Markt Erlbach und Kammeramt Emskirchen. Im Jahre 1810 kam Buchklingen an das Königreich Bayern. Im Rahmen des Gemeindeedikts wurde 1811 der Steuerdistrikt Buchklingen  gebildet, zu dem Holzmühle, Kappersberg, Knochenhof, Kotzenaurach und Ziegelhütte gehörten. 1813 entstand die Ruralgemeinde Buchklingen, die deckungsgleich mit dem Steuerdistrikt war mit Ausnahme von Kotzenaurach. Im Jahre 1815 wurden zwei Ruralgemeinden gebildet:
- Buchklingen mit Holzmühle und Kotzenaurach, das eingemeindet wurde;
- Kappersberg mit Knochenhof und Ziegelhütte.[8][9]

Die Ruralgemeinde Buchklingen war bis 1818 dem Herrschaftsgericht Wilhermsdorf unmittelbar und nur mittelbar in Verwaltung und Gerichtsbarkeit dem Landgericht Markt Erlbach zugeordnet und in der Finanzverwaltung dem Rentamt Neustadt an der Aisch, unmittelbar ab 1818. Die freiwillige Gerichtsbarkeit und die Polizei hatte jedoch bis 1839 das Patrimonialgericht Wilhermsdorf inne. Am 9. November 1824 wurde Kotzenaurach wieder eine eigene Ruralgemeinde. Ab 1862 gehörte Buchklingen zum Bezirksamt Neustadt an der Aisch (1939 in Landkreis Neustadt an der Aisch umbenannt) und ab 1856 zum Rentamt Markt Erlbach (1920–1929: Finanzamt Markt Erlbach, 1929–1972: Finanzamt Neustadt an der Aisch, seit 1972: Finanzamt Uffenheim). Die Gerichtsbarkeit blieb bis 1879 beim Landgericht Markt Erlbach, von 1880 bis 1959 war das Amtsgericht Markt Erlbach zuständig, von 1959 bis 1972 das Amtsgericht Fürth, seitdem ist es das Amtsgericht Neustadt an der Aisch. Die Gemeinde hatte 1964 eine Gebietsfläche von 2,166 km².
Am 31. Dezember 1971 wurde die Gemeinde Buchklingen im Zuge der Gebietsreform in Bayern aufgelöst: Holzmühle wurde nach Markt Erlbach eingemeindet, Buchklingen nach Emskirchen.

### Baudenkmäler
- Burgstall Buchklingen[13]
- Haus Nr. 1: zugehöriger Stall; am Westgiebel über kleinem Rechteckfenster mit Anschlag Allianzwappen Schutzbar-Wolfstein zwischen Flaschensäulchen „16. (?) 3“, von der Wasserburg[14]
- Haus Nr. 8: zweigeschossiges Wohnstallhaus, Fenster teilweise ausgewechselt; im Türsturz „VSK 1819“[14]
- Bei Haus Nr. 8: ehemalige Zehntscheune[13]
- Bei Haus Nr. 17: Scheune[13]

### Einwohnerentwicklung
Gemeinde Buchklingen
| Jahr      | 1818   | 1840   | 1852   | 1855   | 1861   | 1867   | 1871   | 1875   | 1880   | 1885   | 1890   | 1895   | 1900   | 1905   | 1910   | 1919   | 1925   | 1933   | 1939   | 1946   | 1950   | 1952   | 1961   | 1970   |
| Einwohner | 90     | 118    | 120    | 114    | 118    | 119    | 111    | 107    | 108    | 105    | 73     | 80     | 85     | 96     | 96     | 91     | 90     | 87     | 86     | 126    | 118    | 114    | 81     | 68     |
| Häuser    | 21     | 21     |        |        |        |        | 20     |        |        | 21     | 22     |        | 19     |        |        |        | 17     |        |        |        | 17     |        | 18     |        |
| Quelle    | [ 16 ] | [ 17 ] | [ 18 ] | [ 18 ] | [ 19 ] | [ 20 ] | [ 21 ] | [ 22 ] | [ 23 ] | [ 24 ] | [ 25 ] | [ 18 ] | [ 26 ] | [ 18 ] | [ 27 ] | [ 18 ] | [ 28 ] | [ 18 ] | [ 18 ] | [ 18 ] | [ 29 ] | [ 18 ] | [ 11 ] | [ 30 ] |

Ort Buchklingen
| Jahr      | 001818 | 001840 | 001861 | 001871 | 001885 | 001900 | 001925 | 001950 | 001961 | 001970 | 001987 |
| Einwohner | 86     | 109    | 109    | 101    | 96     | 76     | 84     | 111    | 75     | 61     | 66     |
| Häuser    | 20     | 19     |        |        | 19     | 18     | 16     | 16     | 17     |        | 18     |
| Quelle    | [ 16 ] | [ 17 ] | [ 19 ] | [ 21 ] | [ 24 ] | [ 26 ] | [ 28 ] | [ 29 ] | [ 11 ] | [ 30 ] | [ 2 ]  |

## Religion
Der Ort ist seit der Reformation evangelisch-lutherisch geprägt und bis heute nach St. Matthäus (Herrnneuses) gepfarrt.